# Kattenvlo
De kattenvlo (Ctenocephalides felis) is in Nederland de meest voorkomende soort vlo, ook op mensen en honden.

## Beschrijving

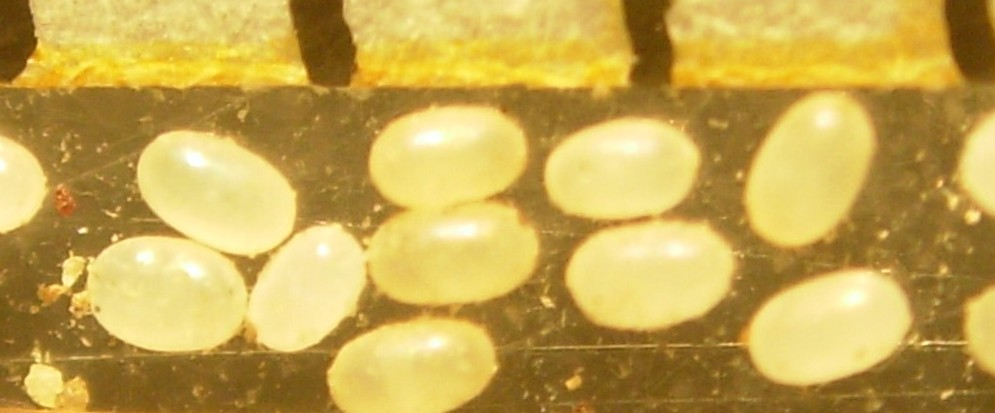
Eieren

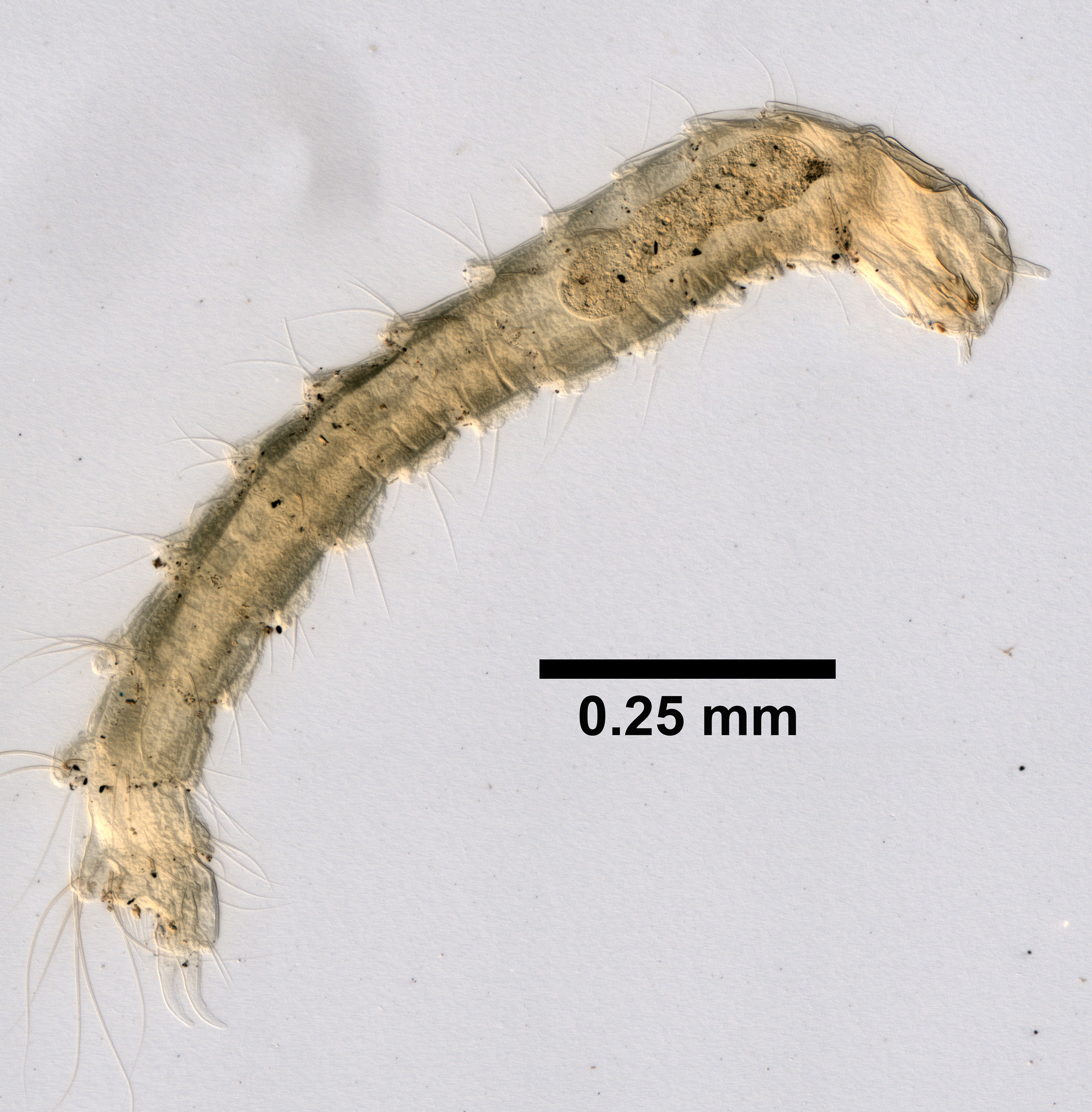
Larve

De vlo laat haar eieren (ca. 20 per dag, tot 600 gedurende haar leven) gewoon vallen, die dan meestal in de slaapplaats van de kat terechtkomen. De larven, die eruitzien als kleine borstelige maden, maken drie vervellingen door en voeden zich met dierlijk afval en met de ontlasting van hun ouders. Na de verpopping komen ze uit en gaan liggen wachten tot er een gastheer langskomt, die ze aan trillingen en diens lichaamswarmte kunnen waarnemen. Met een sprong (tot enige decimeters) kunnen ze deze vervolgens bereiken. De ontwikkelingscyclus hangt af van temperatuur en voedselaanbod maar kan ergens tussen 3 weken en 8 maanden liggen. Vooral mensen met katten die na een periode van warm weer van vakantie terugkomen worden weleens massaal besprongen door kattenvlooien bij het weer betreden van het huis. 
Deze plaag is overigens niet te voorkomen door stofzuigen. Door de kat voor vertrek te behandelen met een goed op de huid werkend vlooienmiddel, zal de kat gedurende de afwezigheid van de eigenaren de pas ontpopte vlooien opvangen. De vlooien zullen dan voordat ze de kat opnieuw bijten en eieren leggen, sterven. Hiermee wordt meteen de besmetting van het huis verminderd.
De kattenvlo heeft een kosmopolitische verspreiding en is nauw verwant aan de hondenvlo. Kattenvlooien zijn een tussengastheer van de lintwormen Hymenolepis nana en Dipylidium caninum.